# Fortuna Foothills, Arizona
Fortuna Foothills je naseljeno područje za statističke svrhe u američkoj saveznoj državi Arizona. Prema popisu stanovništva iz 2010. u njemu je živjelo 26,265 stanovnika.